# 적자인생
"적자인생"은 한국에서 제작된 김수용 감독의 1965년 영화이다. 강신성일 등이 주연으로 출연하였고 박원석 등이 제작에 참여하였다.

## 출연

### 주연
- 강신성일
- 엄앵란
- 최지희
- 도금봉

## 기타
- 원작자: 김석야
- 조명: 손영철
- 미술: 박석인